# Ingrid de Oliveira

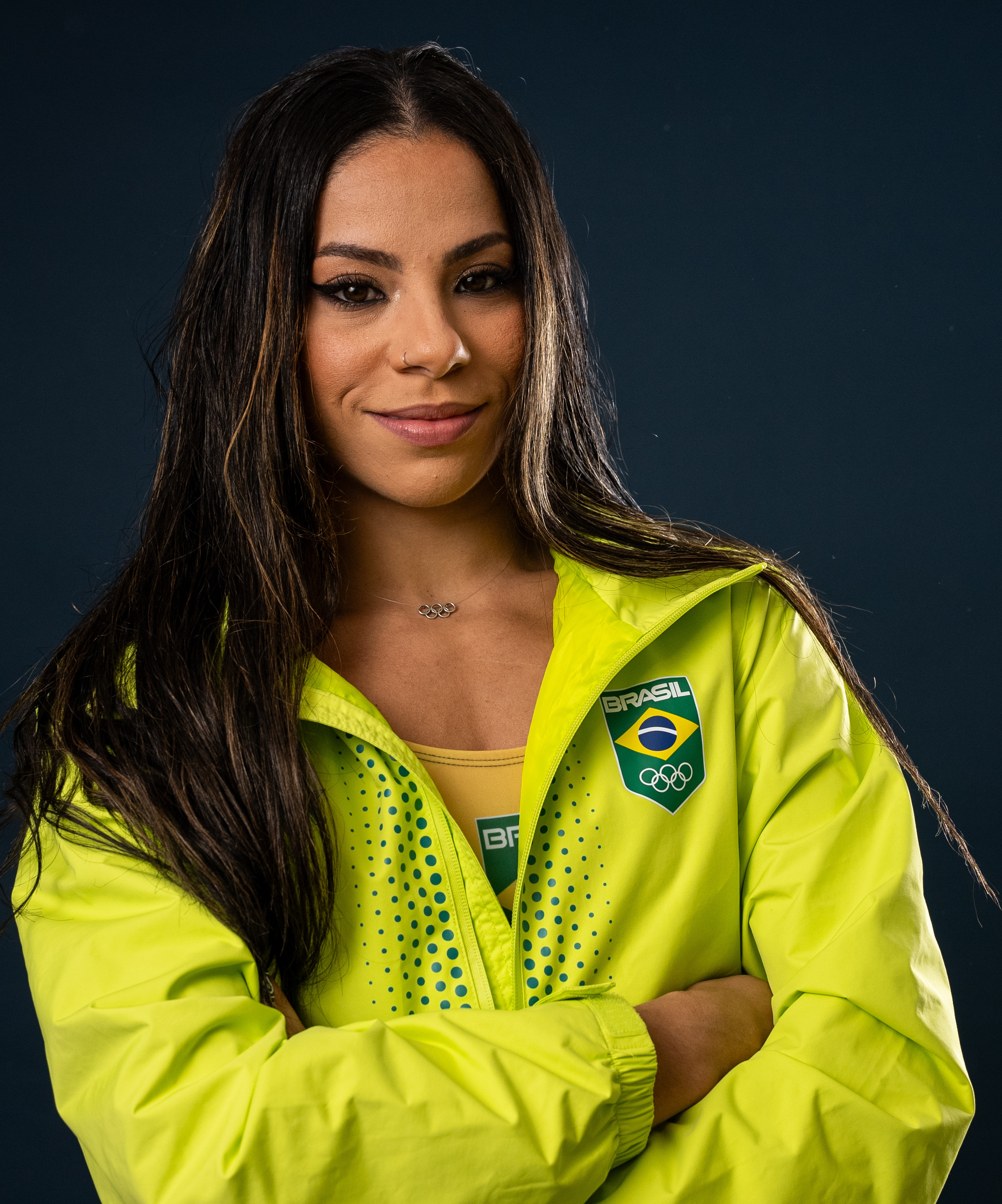
Ingrid de Oliveira nel 2023

Ingrid de Oliveira (Rio de Janeiro, 7 maggio 1996) è una tuffatrice brasiliana, vincitrice di una medaglia d'argento ai Giochi panamericani di Toronto 2015 nella piattaforma 10 metri sincro e di una medaglia di bronzo a Santiago del Cile 2023 nella stessa specialità. Ha ottenuto il miglior risultato di sempre nella storia tuffistica brasiliana, arrivando quarta nella piattaforma 10 metri ai Campionati mondiali 2022. È spesso chiamata Ingrid Oliveira.

## Biografia
Ai Giochi panamericani di Toronto 2015 si è aggiudicata, insieme alla connazionale sedicenne Giovanna Pedroso, la medaglia di bronzo nel sincro 10 metri.
Ha rappresentato il Brasile ai Giochi olimpici estivi di Rio de Janeiro 2016 gareggiando nel concorso dei tuffi dalla piattaforma 10 metri, concludendo con l'eliminazione nel turno preliminare con il ventiduesimo posto in classifica, ed in quello della piattaforma 10 metri sincro con Giovanna Pedroso, piazzandosi all'ottavo posto.
Le due atlete sono state al centro di un caso di cronaca a causa di un acceso litigio tra di loro iniziato la notte precedente la finale olimpica del sincro e dovuto al fatto che de Oliveira ha allontanato Pedroso dalla comune stanza da letto loro assegnata dalla federazione nel Villaggio olimpico per potersi appartare con il canoista Pedro Gonçalves. La Pedroso, che non ha gradito per nulla l'allontanamento, ha denunciato il fatto allo staff tecnico brasiliano, che nei giorni seguenti ha espulso la de Oliveira dal Villaggio.  La tuffatrice si è difesa affermando che tali fatti non sono avvenuti la notte prima della gara, ma in una delle notti precedenti.
Ai Giochi sudamericani di Cochabamba 2018, ha vinto l'oro individuale dalla piattaforma 10 metri e il bronzo nel sincro con Giovanna Pedroso. Ha poi partecipato alle Olimpiadi di Tokyo 2020, ancora dalla piattaforma, piazzandosi ventiquattresima.
Ai Campionati mondiali di Budapest 2022, ha ottenuto la miglior prestazione nella storia brasiliana dei tuffi, arrivando quarta nella gara dalla piattaforma 10 metri.
Ai Campionati mondiali di Fukuoka 2023, è arrivata ancora alla finale della piattaforma 10 metri, concludendo in dodicesima posizione. Poi, ai Giochi panamericani di Santiago del Cile 2023 ha ottenuto, insieme a Giovanna Pedroso, la medaglia di bronzo nel sincro 10 metri.
L'anno successivo ha partecipato alle Olimpiadi di Parigi 2024, nella gara dalla piattaforma 10 metri, piazzandosi ventitreesima nel turno preliminare e non accedendo quindi alle semifinali.

## Palmarès
- Giochi panamericani

Toronto 2015: argento nel sincro 10m.
Santiago del Cile 2023: bronzo nel sincro 10m.
- Giochi sudamericani

Cochabamba 2018: oro nella piattaforma 10m.
Cochabamba 2018: bronzo nel sincro 10m.